# Cytisus hirsutus
Cytisus hirsutus (зіновать купчаста як Chamaecytisus supinus, зіновать рясноволосиста як Chamaecytisus polytrichus, зіновать скупчена як Chamaecytisus aggregatus, зіновать багатоволосиста як Chamaecytisus polytrichus) — вид рослин родини бобові (Fabaceae), поширений у центральній і південній Європі, Туреччині, Грузії.

## Опис
Чагарник прямостійний або висхідний, 20–100 см, гілки прямостійні або висхідні, а іноді й лежачі, волосисті. Листки чергові, трійчасті. Листочки 5–20 × 4–10 мм, зворотно-яйцюваті, зворотно-ланцетні або еліптичні, зазвичай зверху рідко стиснуто-волосисті, внизу від рівномірно шовковистих до волосатих. Квіти ростуть 1–8 у пазухах листя. Чашечка чітко волосиста або ворсиста. Віночок жовтий, біля основи іноді з темною плямою. Плоди 25–40 мм, вузько довгасті, волосаті, іноді рідко волосаті. Насіння еліптичне сплющене, 3.5–4 × 2.2–2.6 мм, жовтуватого, зеленуватого до темно-коричневого кольору, гладке та блискуче. Може цвісти двічі від квітня до серпня.

## Поширення
Поширений у центральній і південній Європі, Туреччині, Грузії.
Населяє гірські схили й низини, відкритий ліс, узлісся, узбіччя доріг.

## Підвиди
- Cytisus hirsutus subsp. polytrichus (M. Bieb.) Hayek
- Cytisus hirsutus subsp. pumilus (De Not.) Briq.

## Галерея

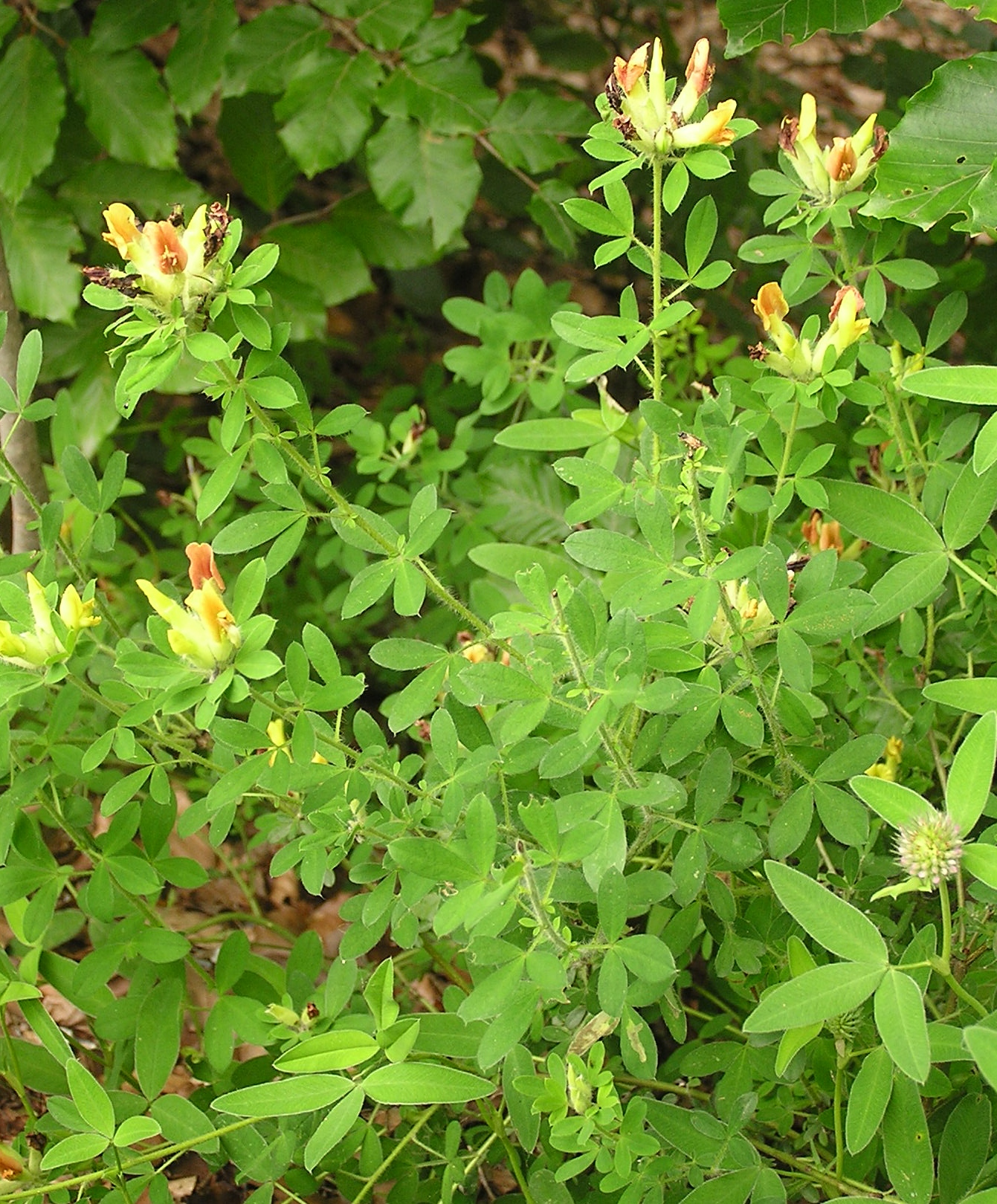
загальний вигляд
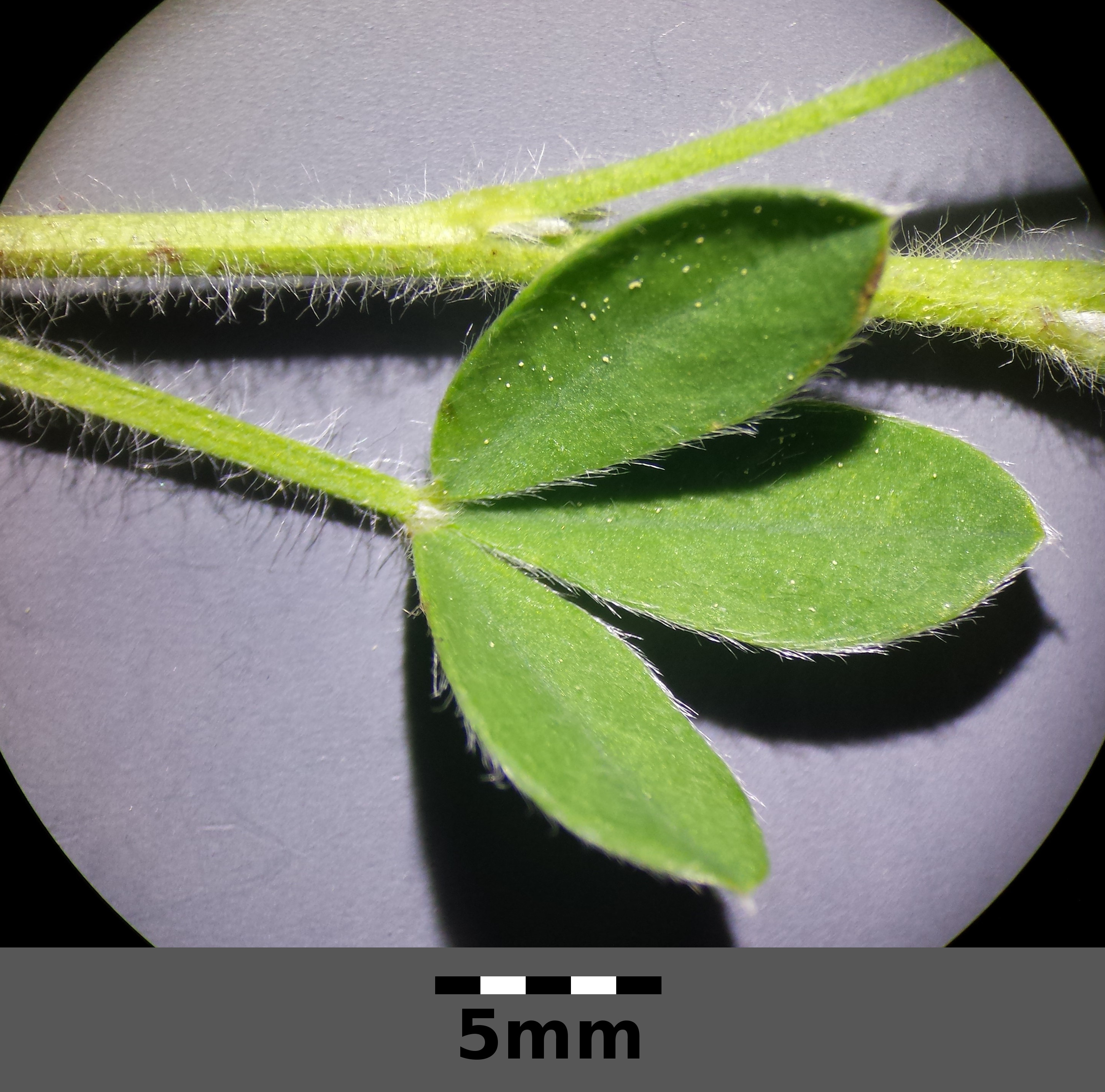
листок і волоски
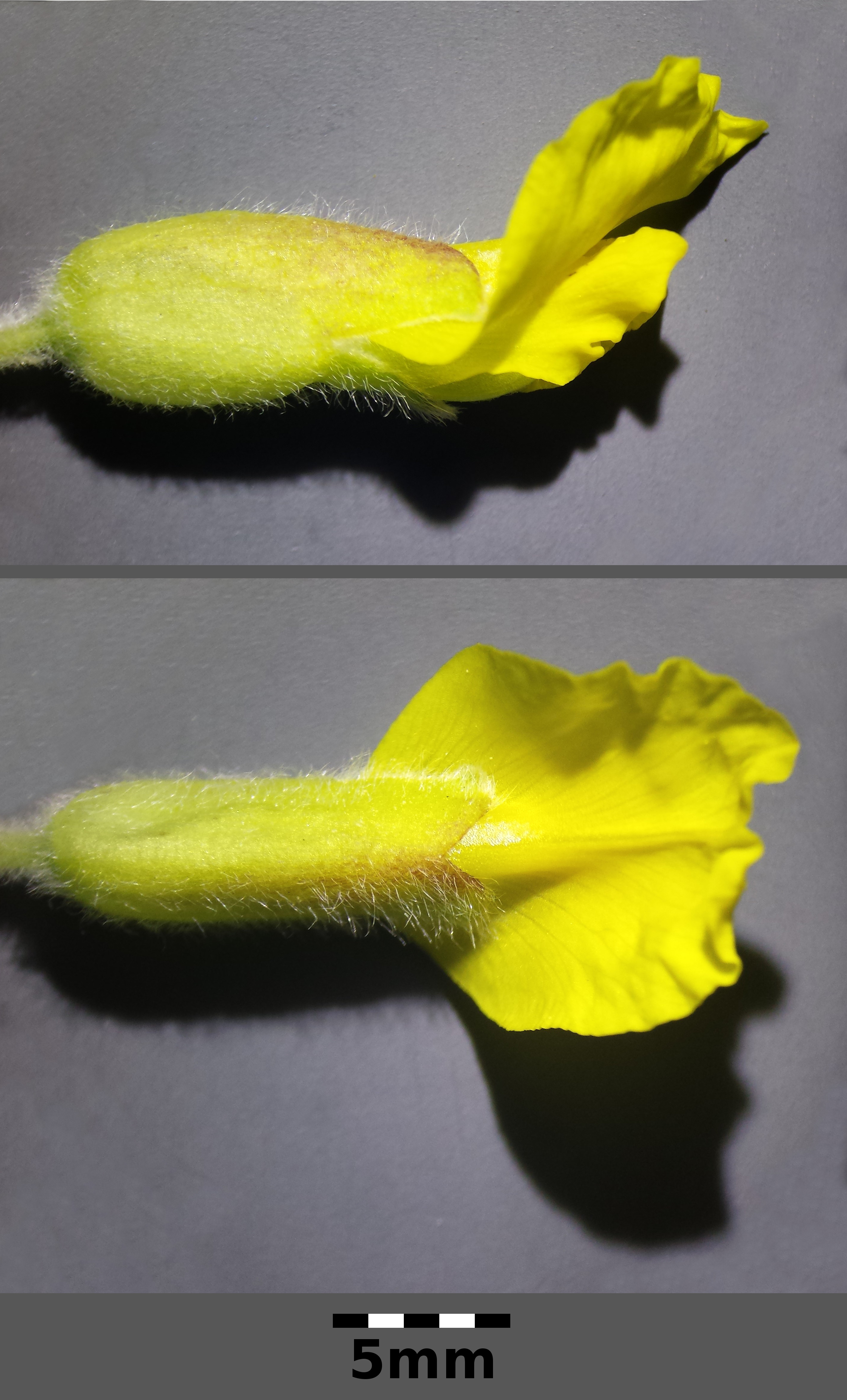
квітка
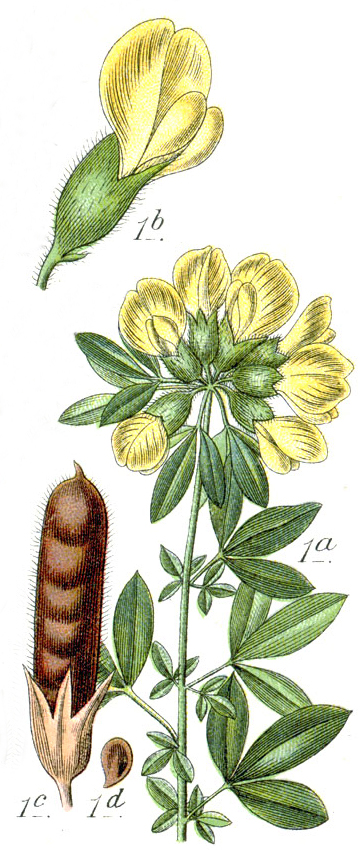
ілюстрація